# Battaglia di Satala (530)
La Battaglia di Satala fu combattuta tra le armate dell'Impero romano d'Oriente (o bizantino) e l'Impero sasanide (o persiano) nell'estate del 530, presso Satala nell'Armenia bizantina. L'esercito persiano si avvicinò alla città per cingerla d'assedio, quando fu attaccato alle spalle da una esigua armata bizantina. I Persiani si volsero per scontrarsi con loro, ma furono attaccati dal grosso dell'esercito che era uscito dalla città. Un attacco determinato da parte di una unità bizantina portò alla perdita della bandiera del generale persiano, provocando la ritirata dei Persiani colti dal panico.

## Contesto storico
Nella primavera 530, l'incursione persiana in Mesopotamia fu respinta con la sconfitta nella Battaglia di Dara. Nel frattempo, tuttavia, i Persiani avevano guadagnato terreno nel Caucaso, avendo sottomesso Iberia e invaso la Lazica. Lo shah persiano, Kavadh I (r. 488–531), decise di approfittarne per inviare un esercito nelle province armene di Bisanzio, comandato dal generale Mihr-Mihroe (Mermeroe).
Mihr-Mihroe cominciò ad assembrare le sue truppe nei pressi della fortezza di frontiera bizantina di Teodosiopoli (Erzurum). Secondo Procopio, il suo esercito era costituito soprattutto da reclute provenienti dalla Persarmenia e da Sunitae provenienti dal Caucaso settentrionale, oltre a 3 000 Sabiri. I comandanti bizantini erano Sitta, che era stato appena promosso da magister militum per Armeniam a magister militum praesentalis, e dal suo successore nella prima carica, Doroteo. Non appena la notizia dei preparativi persiani in corso li raggiunse, inviarono due delle loro guardie per spiarli. Una fu catturata, ma l'altra tornò con informazioni che permisero ai Bizantini di lanciare un attacco a sorpresa contro l'accampamento persiano. L'esercito persiano si disperse con alcune perdite, mentre i Bizantini fecero ritorno nella loro base dopo aver saccheggiato l'accampamento nemico.

## Battaglia
Una volta che Mihr-Mihroe aveva finito di radunare la propria armata, tuttavia, invase il territorio bizantino. Aggirando Teodosiopoli, si diresse dritto per Satala, e si accampò a qualche distanza dalle mura cittadine. Le truppe bizantine, all'incirca la metà di quelle persiane secondo Procopio, decisero di non affrontarle. Sitta, con un migliaio di uomini, occupò le colline intorno alla città, mentre il grosso delle truppe bizantine rimasero con Doroteo entro le mura.
Il giorno successivo, i Persiani avanzarono e cominciarono a circondare la città, preparandosi all'assedio. A questo punto, Sitta con il suo distaccamento discese dalle colline per caricare le truppe nemiche. I Persiani, vedendoli sollevare molta polvere e nella convinzione che costituissero il grosso delle truppe bizantine, si assembrarono rapidamente e vennero loro incontro. Doroteo allora condusse le proprie truppe per attaccare i Persiani alle spalle. Nonostante la pessima posizione tattica, con il dover fronteggiare attacchi sia davanti che dietro, l'esercito persiano resistette efficacemente, in virtù della sua superiorità numerica. A un certo punto, tuttavia, il comandante bizantino Florenzio il Trace, caricò con la sua unità il centro dello schieramento persiano e riuscì a impossessarsi della insegna di battaglia di Mihr-Mihroe. Anche se fu ucciso subito dopo, la perdita della bandiera generò scompiglio nei ranghi persiani. Il loro esercito cominciò la ritirata nel loro accampamento, abbandonando il campo di battaglia.

## Conseguenze
Il giorno successivo, i Persiani partirono per fare ritorno in Persarmenia, lasciati indisturbati dai Bizantini, che si accontentarono del successo conseguito contro un esercito numericamente superiore. Questa importante vittoria fu seguita dalle defezioni in favore imperiale di diversi capi persoarmeni (i fratelli Narsete Persarmeno, Arazio e Isacco), nonché l'espugnazione o resa di diverse fortezze importanti, come Bolum e Pharangium. Le negoziazioni tra la Persia e Bisanzio ripresero dopo la battaglia, senza portare a nulla, e nella primavera del 531 la guerra riprese, con la campagna che condusse alla Battaglia di Callinicum.